# 貝茨 (阿肯色州)
貝茨（英語：Bates）是位於美國阿肯色州斯科特縣的一個非建制地區。該地的面積和人口皆未知。

## 地理
貝茨的座標為34°54′29″N 94°23′13″W / 34.90806°N 94.38694°W，而該地的平均海拔高度為184米（即604英尺）。